# جيفرسون فارغاس
جيفرسون فارغاس (بالإسبانية: Jefferson Vargas)‏ هو دراج كولومبي، ولد في 6 نوفمبر 1984 في إدارة بوياكا في كولومبيا.

## وصلات خارجية
- جيفرسون فارغاس على موقع الاتحاد الدولي للدراجات (الإنجليزية)
- جيفرسون فارغاس على موقع أرشيف الدراجات (الإنجليزية)
- جيفرسون فارغاس على موقع إحصائيات الدراجات الإحترافية (الإنجليزية)
- جيفرسون فارغاس على موقع نسبة الدراجات (الإنجليزية)